# Vindkartering
Vindkartering är en metod för att utvärdera vindarna på höjder ovan mark som är lämpliga för vindkraftverk. 

## Förhållanden i Sverige
Karteringen görs för att öka tillförlitligheten i bedömningen av den svenska vindenergipotentialen.
Uppsala universitet har genomfört vindkarteringen på uppdrag av Energimyndigheten. 
Det är möjligt att söka på enskilda fastigheter här.